# 系統地理学
系統地理学（けいとうちりがく）は、地理学を4つに大分類したうちの分類の一つで、地理学の根幹を成す部門である。ほかの3つは地誌学、地図学、地理学史である。系統地理学はさらに自然地理学と人文地理学に細分類される。一般地理学とも呼ばれている。実際の地理学研究は大半はこれら系統地理学の中の各分野の研究となっている。隣接している各学問分野との連携も深く、その連携している分野を冠して命名されているケースが多い（例えば、経済学なら、経済地理学）。
系統地理学の顕在化は、19世紀のヨーロッパにおいて誕生した近代地理学が成立して以来である。それまでの各地の記述的な地理学から科学的な分野へと進化して、細分化・発達して成立したものである。現在の科学的な地理学では、各系統地理学の研究が主体で、残りの部門は系統地理学を研究する上での基礎的なものになっている。
その分類の仕方や名称、各分野の捉え方などは時代や各国の事情さらには、個人的な考えなども相まって変化しつづけており、現在に至るまで様々な分野が誕生したり、枝分かれしたり、あるいは衰退して廃れてしまったりしている。

## 系統地理学の諸分野

### 自然地理学
- 地形学
- 気候学
- 水文学
- 土壌地理学
- 生物地理学

### 人文地理学
- 経済地理学
  - 産業地理学
    - 農業地理学 - 漁業地理学
    - 工業地理学 - 鉱業地理学
    - 商業地理学 - 流通地理学 - 観光地理学 - 交通地理学

  - 消費地理学
  - 経済立地論
    - 農業立地論
    - 工業立地論
    - 商業立地論
- 社会地理学
- 政治地理学
- 都市地理学
- 歴史地理学